# 瓦桑
瓦桑（法語：Oisans，發音：[wazɑ̃]）是法国阿尔卑斯山的一个传统地区，位于伊泽尔省和上阿尔卑斯省，大致对应羅曼什河及其支流的流域。瓦桑是一个旅游胜地，可远足、登山、滑雪。